# Bombardeo de la plaza de Mayo
El bombardeo a la Plaza de Mayo, también denominado masacre de la Plaza de Mayo y (en menor medida) la batalla de Casa Rosada, es la denominación con que se conoce un intento de golpe de Estado y asesinato masivo realizado en la Ciudad de Buenos Aires (Argentina) el 16 de junio de 1955, con el objetivo de derrocar el gobierno constitucional presidido por Juan Domingo Perón. El crimen incluyó un ataque aéreo con bombas lanzadas sobre la población civil, el cual fue realizado por un sector de la marina de guerra de Argentina, la Unión Cívica Radical y durante el mismo fueron asesinadas al menos 308 personas, más una cantidad adicional que no pudo ser determinada debido al estado de los restos humanos; además, más de 800 personas resultaron heridas durante el ataque.
La aviación, en su mayoría aviones de tipo AT-6, atacó la Plaza de Mayo, la Casa Rosada, el edificio de la CGT (Confederación General del Trabajo) y alrededores, todos ubicados en el centro de la Ciudad de Buenos Aires. Las 308 víctimas incluyen tanto a civiles como militares, producto no solo del bombardeo sino de los combates que siguieron entre las facciones leales al gobierno y las que buscaban derrocarlo. Una vez finalizado el ataque aéreo contra la población civil, la aviación obtuvo refugio en Montevideo, Uruguay.
Antes del bombardeo Perón se había retirado al Edificio Libertador, ubicado a 200 metros de la Casa Rosada, por lo cual no se encontraba en ella al comenzar los ataques aéreos y el intento de asalto por fuerzas de tierra. El accionar de las Fuerzas Armadas que quisieron dar el golpe de Estado fue caracterizado por un alto grado de violencia y odio político-social, así como por la impunidad de los responsables que fue luego decretada por la dictadura autodenominada «Revolución Libertadora», que tomó el poder tres meses después. Este crimen contra la población civil suele ser considerado por los historiadores como una forma previa al terrorismo de Estado que se afianzaría en el país durante la década de 1970.
En 2010, el Archivo Nacional de la Memoria de la Secretaría de Derechos Humanos publicó una investigación oficial en la que identificó a 309 muertos, aclarando que a esa cantidad debían sumarse «un número incierto de víctimas cuyos cadáveres no lograron identificarse, como consecuencia de las mutilaciones y carbonización causadas por las deflagraciones».
Fue el primer ataque aéreo contra objetivos terrestres efectuado por la Aviación Naval. Tal acción ha sido calificada como el bautismo de fuego de esta, aunque oficialmente no es reconocida de ese modo.En tanto que la Aviación Naval considera su primera acción al Primer combate de Grytviken, el 3 de abril de 1982, en el marco de la Operación Rosario.

## Antecedentes
El 24 de febrero de 1946 se realizaron elecciones presidenciales en las que Juan Domingo Perón resultó elegido presidente de la Nación Argentina con el 52 % de los votos.
El primer Gobierno de Perón debió lidiar con una 
oposición antiperonista y contra el poder que alcanzaron los sindicatos, esta oposición fue formada y organizada incluso antes de las elecciones, en la que se combinaban intereses británicos y estadounidenses en la región, confrontaciones de tipo racial y social. El presidente Juan Domingo Perón ya desde antes de ser electo en las elecciones de 1946, debió enfrentar una dura oposición antiperonista que incluyó intentos de magnicidio desde 1945, actos terroristas a partir de abril de 1953, y connatos militares a partir de septiembre de 1951.
En 1951 se produjo un primer intento de golpe de Estado con apoyo de radicales 
En 1946 sectores ligados a la Sociedad Rural Argentina, la sección local de la UCR en Corrientes y el Partido Liberal de Corrientes planearon un atentado contra la vida del candidato Juan D Perón, durante la campaña electoral fue frustrado y por ende no pudo bajar en esa ciudad donde un verdadero ‘gentío’ lo esperaba según las crónicas. En el día 3 de febrero de 1946 en el diario El Laborista de Buenos Aires, se informaba: Los opositores políticos al coronel ante la marcha por las calles de Goya se posicionaron los contrarios políticos sobre los techos con armas. Desde un vehículo Bernabé Marambio Ballesteros, Gerardo Speroni, Juan Reynoldi y Ovidio Robar, dispararon con armas de fuego a la gente que desde el puerto enterada de la noticia marchaba hacia el centro para repudiar el intento de asesinato’.
Ese mismo año se realizaron las elecciones presidenciales en las que Perón volvió a ganar, ampliando su apoyo hasta alcanzar un 62,49 %.
En 1951, algunos oficiales navales dirigidos por Menéndez habían permanecido en estado de conspiración latente buscando llevar adelante un golpe de Estado.

Los oficiales de la Marina tendían a identificarse, en su gran mayoría, con las clases sociales que Perón denunciaba sin cesar como la oligarquía y miraban con mal disimulada hostilidad sus programas sociales, así como su persona misma.
Robert Potash

En 1953, un piloto de la Fuerza Aérea ofreció a Francisco Manrique que tripulaba los nuevos aviones a reacción británicos Gloster Meteor comprados ese mismo año un plan para ametrallar el avión en el que viajaría Perón. El intento falló y un año después en 1954, un grupo de oficiales de la Armada planificó una emboscada: aprovechar una visita oficial a la VII Brigada Aérea de Morón (Fuerza Aérea) detener a Perón y fusilarlo, sin embargo Perón faltó a la cita, al llegar un día antes de lo previsto el embajador francés por lo que Perón suspendió su agenda para recibirlo en Casa de Gobierno.
El 15 de abril de 1953, un grupo comando antiperonista realizó un atentado terrorista en la Plaza de Mayo contra una manifestación sindical en apoyo al gobierno organizada por la CGT que dejó 6 personas muertas y 95 heridos (entre ellos 20 lisiados para toda la vida).
Una vez consumado el golpe de Estado los responsables fueron amnistiados por la dictadura llamada Revolución Libertadora.

### La conspiración de los marinos

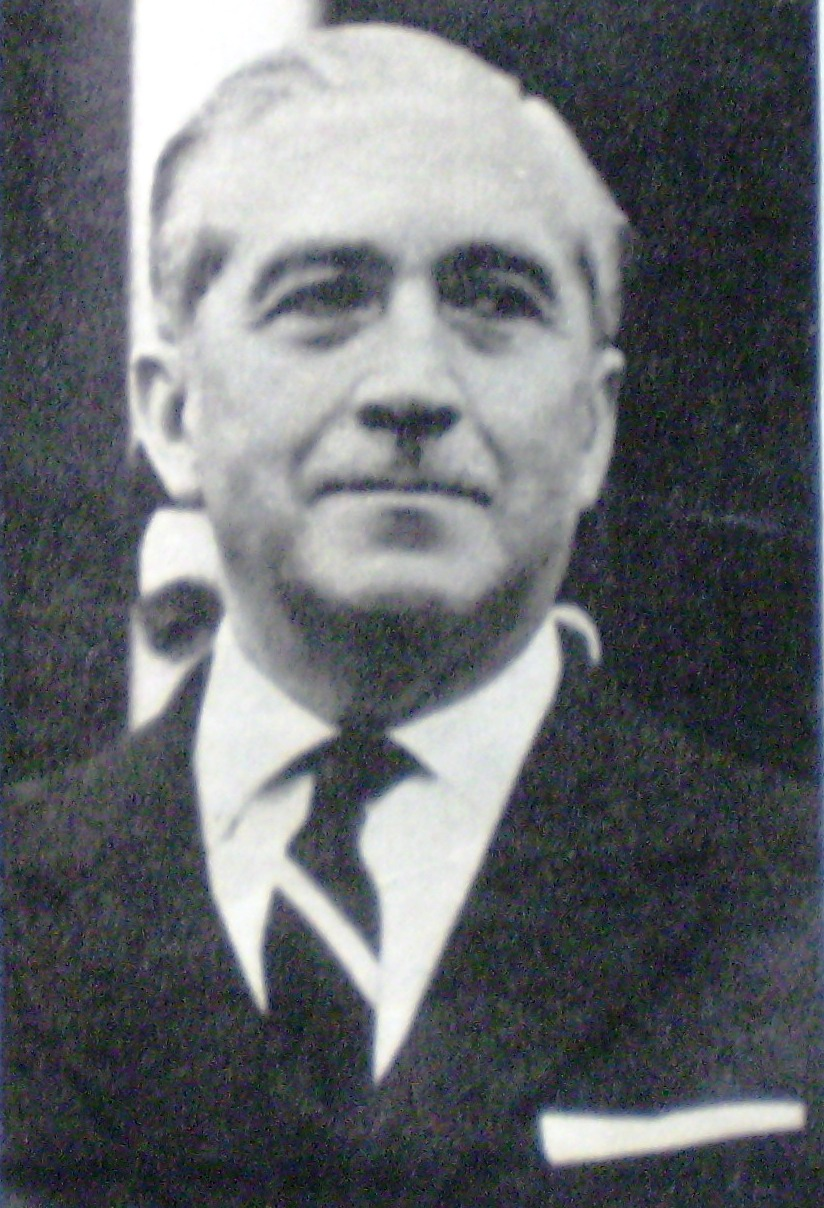
Miguel Ángel Zavala Ortiz, uno de los máximos dirigentes de la Unión Cívica Radical, fue uno de los líderes golpistas.

Tras el atentado de 1953 un ataque terrorista perpetrado por un grupo antiperonista con militantes de la UCR. Ese día se realizaba un acto de la CGT en Plaza de Mayo y un grupo comando colocó bombas en la estación de subte de la línea A que terminó con la muerte de 6 personas y alrededor de cien heridos tras la detonación de dos bombas mientras se realizaba un acto sindical organizado por la Confederación General del Trabajo (CGT) en la Plaza de Mayo (frente a la Casa de Gobierno) de Buenos Aires, Argentina. Como resultado murieron seis personas y más de 90 quedaron heridas, entre ellos 19 mutilados.Jorge Alfredo Bassi reactivó la conspiración: bajo la apariencia de ejercicios de guerra tenían como finalidad prepararse para un golpe de Estado.
Bassi leyó un artículo publicado el Boletín del Centro Naval sobre Mitsuo Fuchida en el que este relataba cómo había planificado y dirigido la primera ola de bombarderos navales en el ataque a Pearl Harbor. De aquí Bassi tomó la idea de hacer una maniobra semejante contra la Casa Rosada.

¡Qué lindo imaginar la Casa Rosada como Pearl Harbor!
Jorge Alfredo Bassi, 1953.

El 10 de junio Francisco Manrique, Antonio Rivolta y Néstor Noriega y Eduardo Lonardi idearon el plan de asesinar al presidente la república bombardeando la Plaza de Mayo,  imitando el ataque a Pearl Harbor, aunque carecía de apoyo del Ejército. A ellos se sumó Pedro Eugenio Aramburu quien había participado en la planificación el 28 de septiembre de 1951 del intento de golpe de Estado militar contra Perón, encabezado por Menéndez. Sin embargo, Aramburu, que intuía el fracaso, se trasladó a Brasil,  Aramburu junto al Dalmiro Videla Balaguer se sumaron a la conspiración.
Bassi planeó capturar al presidente de la Nación y sus ministros en un buque de la Armada ya que asistirían  con motivo de la celebración del día de la independencia, Perón con todo su gabinete, con el jefe de la Policía Federal y con los presidentes de ambas cámaras legislativas, serían agasajados a bordo del ARA Nueve de Julio. Sin embargo el plan fue abortado al no conseguir ningún apoyo de la Marina.Carlos Bruzzone, secundado por Jorge Alfredo Bassi y Carlos Bonomi habían ideado el plan. Bassi se reunió nuevamente con Lonardi quien acordó sumarse al intento de magnicidio sin embargo llegó a la conclusión de que el plan no se sustentaba sino en un grupo demasiado reducido y sin los elementos suficientes. Por este motivo decidió revocar su participación; de todos modos el plan de los conjurados se tornó imposible cuando la cúpula del Gobierno canceló el acto con la Armada debido a una avería en el buque.Finalmente la cena se produciría al día siguiente.
En agosto de 1954 Raúl Lamuraglia, un hombre de negocios, había financiado la campaña de la Unión Democrática, que enfrentó en las elecciones de 1946 a la fórmula de Perón, a través de millonarios cheques del Bank of New York destinados a sostener el Comité Nacional de la Unión Cívica Radical y a sus candidatos José P. Tamborini y Enrique Mosca. En 1951, el empresario había aportado recursos para apoyar la asonada fallida del general Menéndez, lo que lo llevó a prisión, tras salir en libertad marchó al Uruguay. Sin embargo con las políticas de promoción industrial del peronismo su fortuna se había expandido en una década de crecimiento económico. Esto le permitió comprar un avión de combate en Estados Unidos, un cazabombardero liviano que llevó a Montevideo para llevar adelante la misión de matar a Perón y bombardear la Plaza de Mayo. Tripulado por un aviador naval, Luis Baroja, el cazabombardero volaría hasta la Plaza de Mayo, en pleno acto del peronismo, para ametrallar el balcón donde hablaría Perón. Lamuraglia se reunía frecuentemente con referentes del Partido Colorado de Uruguay. Días antes de concretar el plan se encontró secretamente, en 1954, con el presidente Batlle Berres y el empresario argentino Alberto Gainza Paz en su residencia veraniega de Punta del Este, quienes le ofrecieron apoyos para el plan de magnicidio. Instalado de nuevo en Buenos Aires, el empresario radical Lamuraglia ofreció su quinta en Bella Vista para organizar la conspiración y se comprometió a financiar un futuro golpe,
en noviembre de 1954 se reunieron finalmente Bassi, Lamuraglia, Francisco Manrique, Néstor Noriega, el excapitán del ejército Walter Viader, Carlos Nielsen Enemark, Fernando Suárez Rodríguez, Samuel Toranzo Calderón, Carlos Bruzzone, Agustín de la Vega, y políticos opositores entre ellos el político radical Miguel Ángel Zavala Ortiz, Américo Ghioldi, Jaime Mejía, Mario Amadeo y Luis María de Pablo Pardo, futuro ministro del Interior del dictador Eduardo Lonardi, Adolfo Vicchi futuro embajador ante Estados Unidos durante la dictadura de Aramburu Alberto Benegas Lynch y Justo León Bengoa, Dardo Eugenio Ferreyra, Julio César Cáceres, Carlos Torcuato de Alvear (nieto) y Eduardo Señorans.  si bien exploraron la posibilidad de convocar a los generales Gibert, Aramburu y Anaya, las reuniones no tuvieron ningún resultado concreto.En diciembre de 1954 se suman los grupo subversivo de civiles guiado por Walter Viader,En enero de 1955 Toranzo  se entrevistó con Adolfo Vicchi y Miguel Ángel Zavala Ortiz para confirmar el rumbo de un posible Gobierno en caso de tomar el poder.
Para el 10 de junio la UCR había convocado a un acto secreto en la sede de la Casa Radical en el barrio porteño de Retiro, donde repartieron armas en comités, previamente negociaron un crédito con la Sociedad Rural para que financie actividades desestabilizadoras, cómo sabotaje a radios, disparos a las ruedas de camiones de bomberos y ambulancias, días antes representantes de la UCR viajaron a Uruguay entrevistándose con Emilio Eduardo Massera, Horacio Mayorga, Oscar Montes, y Osvaldo Cacciatore.Franklin Dellepiane Rawson, contactó con los políticos radicales como Arturo Frondizi, Roque Carranza,Mario Amadeo y Luis María de Pablo Pardo.quienes comenzaron la fabricación de explosivos.
 
El propósito del bombardeo era, entre otros tras asesinar al presidente constitucional de la Nación, instaurar un triunvirato integrado por Miguel Ángel Zavala Ortiz (dirigente de la UCR), Américo Ghioldi y Adolfo Vicchi (del Partido Conservador).
El día 15 de junio los interrogatorios del servicio de informaciones interno de la Fuerza Aérea, alertaron a los complotados de las sospechas que se levantaban contra ellos, y abandonaron todo contacto con los marinos.acordaron
que el ataque tenga como objetivos secundarios sobre los que también serían arrojadas bombas: la CGT, el Ministerio de Obras Públicas, el Departamento Central de Policía y la residencia presidencial, donde se levanta la actual Biblioteca Nacional.
El domingo 23 de abril de 1955, el general Justo León Bengoa, acordó su apoyo con Toranzo Calderón, viajaron regularmente entre Paraná y Buenos Aires para organizar los preparativos.
Un detallado estudio de los movimientos del presidente permitió a los complotados saber que los miércoles de 9:30 a 10:30 se reunía con todos sus ministros en la Casa Rosada: durante ese lapso se podía aniquilar al más alto nivel del Gobierno con un solo ataque. La «hora 0» serían las 10 de la mañana: Toranzo Calderón llamaría al presidente, amenazándolo para que se rinda. El almirante disponía de aviones de la Base Naval de Punta Indio, y cerca de 700 efectivos de la Infantería de Marina.
Los tenientes primeros de la Fuerza Aérea, Carlos Enrique Carús y Orlando Arrechea integraron en el complot junto a grupos de civiles identificados por una cinta blanca anudada al brazo, tendrían por misión neutralizar la operatoria de la CGT, la Alianza Libertadora Nacionalista, y varias estaciones de radio. Los rebeldes consideraban que todo podía llegar a estar listo para dar el golpe cerca del 9 de julio. Un simulacro aéreo oficial, previsto en la ciudad de Bariloche, fue aprovechado para realizar el traslado administrativo de los explosivos desde la base aérea Comandante Espora, de Bahía Blanca, hacia Punta Indio y Ezeiza.
La VII Brigada era un objetivo militar de la conspiración, sin embargo los efectivos sediciosos encontraron la resistencia —tanto activa como encubierta— de los suboficiales a cargo de las aeronaves y les faltó el apoyo de unidades con las que pensaban contar, por lo que al cabo de medio día se dieron cuenta de que muchos aviadores eran leales al gobierno por disciplina. 
El control de la brigada permitiría tomar los aviones caza de propulsión a reacción Gloster Meteor. Con sus cañones de 20 mm —cada munición contenía la energía de una granada—, el aparato le agregaba versatilidad y eficiencia al poder aéreo de los, la toma de la base aérea de Morón bloqueaba la posibilidad de una respuesta inmediata. Era la base aeronáutica más próxima a la Capital.
En otro sitio del conurbano bonaerense, una columna de soldados del Regimiento de Infantería de La Tablada también fue bombardeada desde aviones golpistas. Tres soldados fueron muertos y seis heridos. Los alrededores de la sede de la Confederación General del Trabajo (CGT), en Azopardo e Independencia, fueron ametrallados.Alrededor del mediodía reservistas de los liceos militares del Ejército Argentino —el Liceo Militar General San Martín y el Liceo Militar General Paz pidieron unirse a la lucha para defender el gobierno constitucional, sin embargo alentado por el presidente el subdirector de la Escuela Naval Militar dio la orden de no intervenir para proteger a los cadetes.
Un joven aviador Massera, oficial de 29 años, formó parte de los conjurados. Massera se transformó en la pieza clave de enlace para intentar un asalto a la infantería de marina de Dársena Norte a cargo de Argerich y sobre la Casa de Gobierno.
En la madrugada del 10 de junio, Toranzo Calderón y Pablo Pardo partieron al Litoral para reunirse con Bengoa y acordaron qué causas invocarían: el «estado de guerra interno» que regía desde el alzamiento de Benjamín Menéndez en 1951.No se sabía qué reacción tendrían los elementos del ejército radicados en Buenos Aires, ni tampoco qué clase de apoyo u oposición les daría el superior directo de Toranzo, vicealmirante Benjamín Gargiulo, quien estaba al tanto de la existencia de una trama conspirativa pero no daba señas de querer interferir.

Hay muchos que desean que la Iglesia sea independiente del Estado; otros, que la Iglesia esté en el Estado, como actualmente. Lo justo es esperar la elección y que la mayoría del pueblo sea la que decida, y no decidir por la violencia.
Juan Domingo Perón,

El 11 de junio se produjo la gran movilización opositora que reunió 250 000 manifestantesdurante la procesión del Corpus Christi desplazándose desde la catedral al Congreso Nacional. En el mástil del Congreso arriaron la bandera argentina e izaron la bandera pontificia (blanca y amarilla) el conflicto entre el Gobierno y la Iglesia ―debido a las leyes de divorcio y de reconocimiento legal de los hijos extramatrimoniales,
la postura de Perón fue apoyada por el monseñor Ferreyra Reinafé de La Rioja y monseñor Antonio Caggiano, arzobispo de Rosario.Al día siguiente se publicaría en los diarios la fotografía de Perón y Ángel Borlenghi (ministro del Interior) mirando los restos de la bandera quemada. El 30 de junio, el subinspector de la Policía Federal, Héctor Giliberti, le confesó a su hermano José María (capitán de corbeta) que la bandera había sido quemada por sus compañeros de la policía siguiendo órdenes directas del Comisario para que el ministro del Interior, Angel Borlenghi, pudiese fotografiarse con Perón apreciando los restos, de acuerdo con la reconstrucción histórica hecha por Isidoro J. Ruiz Moreno.
El 12 de junio de 1955 jóvenes católicos se trenzaron en lucha con grupos de choque de la extrema derecha peronista llamados "Alianza Libertadora Nacionalista" que intentaban quemar la Catedral de Buenos Aires. Ese día se registraron muchas detenciones.
El lunes 13 de junio ambas cámaras del Congreso entraron en sesión extraordinaria para repudiar la quema de la bandera.
El 14 de junio en un mensaje a la multitud reunida en la Plaza del Congreso, Perón expresó:

Desagraviar nuestra bandera en nuestros días tiene para mí el más profundo significado. Las banderas tienen, según las patrias y las comunidades que representan, el reflejo del espíritu de un tiempo y de una época. Nuestra bandera [...] no debió ser agraviada por los hombres.
Arenga del presidente Juan Domingo Perón ante la multitud reunida en la Plaza del Congreso, el 14 de junio de 1955

El Gobierno organizó un acto de desagravio a la bandera nacional, que se realizaría tres días después, el jueves 16 de junio. El ministro de Aeronáutica, brigadier mayor Juan Ignacio de San Martín, dispuso que la aviación testimoniara su adhesión al presidente de la República, desagraviando a la vez la memoria del general José de San Martín. Para esto decidió que una formación de aviones sobrevolaría la catedral de Buenos Aires, donde descansan los restos del Libertador. El anuncio del desfile reunió en Plaza de Mayo a un numeroso público. Se trataba de un acto cívico-militar en solidaridad con el Gobierno frente a los embates de la oposición.
Al comenzar el bombardeo sobre la ciudad uno de los primeros  impactos dio en un colectivo con pasajeros y otro a un transporte de niños que iban a visitar Casa Rosada.Luego de la confusión de los primeros momentos, la tropa leal al Gobierno realizaron la defensa con fuego antiaéreo. Entre los muertos que defendieron al gobierno y al presidente constitucional, hubo 10 granaderos.
Tras el bombardeo a Plaza de Mayo, Perón pidió calma a la población. A las 18 horas brindó un discurso a todo el país por Radio Nacional:

Tengo la convicción de que ésta ha sido la sedición militar ejecutada por 
algunas unidades de la marina, con la intención de asesinar al comandante 
en jefe de las Fuerzas Armadas. Para realizarla han contado con la ayuda de 
grupos de civiles reclutados en otros medios que no son políticos. […] y 
deseo reconocer lealmente que considero que los partidos políticos 
populares no son capaces de aceptar que se tire criminalmente sobre el 
pueblo indefenso. […] Nuestra sinceridad se infiere de nuestras propias 
palabras, en estos momento en que, ni ofuscados por los hechos ni conturbados por las circunstancias, ofrecemos nuestra mano abierta con 
franco desinterés, deseando que nuestros adversarios atinen a asirla. 
Comprenderán ahora los compañeros del pueblo por qué les pedí que se 
quedaran en casa y siguieran normalmente sus actividades, como asimismo 
por qué no se permitieron actos partidarios ni demostraciones; los 
perturbadores habrían encontrado el clima para sentirse muchos, cuando en 
realidad son unos poquitos.

### Los servicios de información

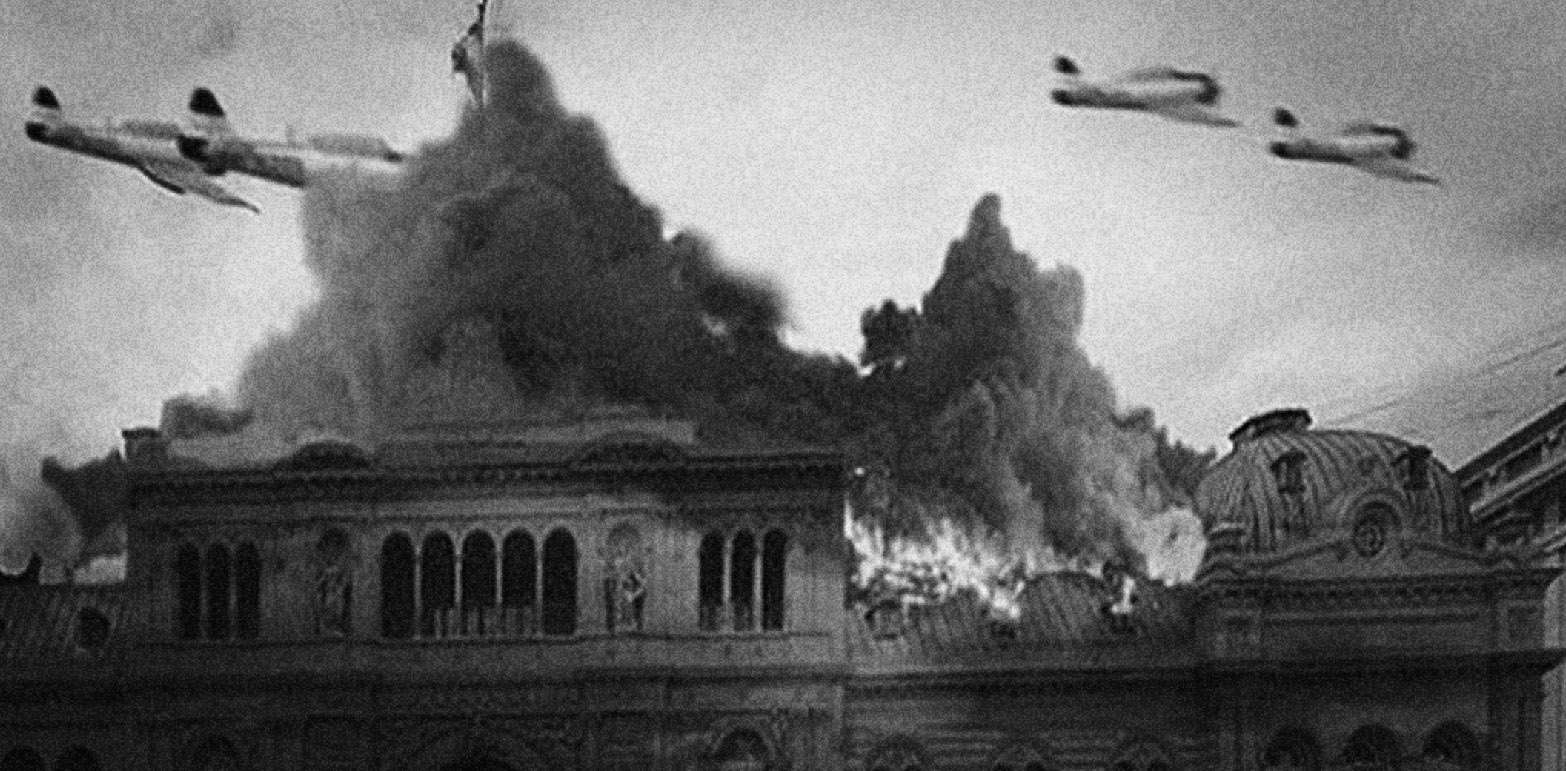
La Casa Rosada siendo bombardeada durante el ataque.

El contralmirante Toranzo Calderón fue advertido por el Servicio de Inteligencias Navales de que su implicancia personal en el movimiento había sido descubierta por el Servicio de Informaciones de la Fuerza Aérea por lo cual antes de ser arrestado decidió apresurar una acción militar contundente.
Días anteriores comandos ultracatólicos (llamados «palomas») convocaron a la acción armada. Previamente negociaron un crédito con la Sociedad Rural Argentina para que financie actividades desestabilizadoras, como sabotajes a la red eléctrica, a los cables de la empresa telefónica Entel, disparos a las ruedas de camiones de bomberos y ambulancias, días antes representantes de la UCR y comandos civiles viajaron a Uruguay entrevistándose con Emilio Eduardo Massera, Horacio Mayorga, Oscar Antonio Montes, y Osvaldo Cacciatore.
La noche del 15 de junio de 1955, el ministro de Ejército, general de división Franklin Lucero, fue informado por su aide-de-camp de que se produciría una rebelión en las primeras horas del día siguiente, pero Lucero no le dio crédito a la noticia ni la informó a Perón, posteriormente sería informado de un robo de combustible en la base Puerto Belgrano a la que nuevamente no le prestó atención.

El plan era bombardear la casa de gobierno y el Ministerio de Guerra, sede del Ejército, fuerza que era leal al presidente constitucional. El bombardeo debía realizarse a media mañana, aprovechando que los jueves a las 10:30 el presidente Juan Domingo Perón se reunía con todo su gabinete en pleno, ese mismo día había convocado por el peronismo a un acto de desagravio en la Plaza de Mayo para ese jueves junto a un desfile aéreo, lo que daría mayor impacto al ataque.

## Plan de acción rebelde
A cargo del bombardeo estuvieron el contraalmirante Samuel Toranzo Calderón y fue ejecutada por oficiales de la Armada y la Fuerza Aérea. Varios políticos participaron del alzamiento: el dirigente radical Miguel Ángel Zavala Ortiz, el dirigente conservador Adolfo Vicchi, el líder socialista Américo Ghioldi, el diplomático Luis María de Pablo Pardo -los cuatro huyeron a Uruguay-, y los militantes nacionalistas católicos Mariano Grondona, Carlos Burundarena, Santiago de Estrada, Rosendo Fraga, Felipe Yofre y Marcelo Sánchez Sorondo.
El plan consistía en aprovechar un vuelo-homenaje de desagravio a la bandera nacional que despegaría a las 08:00 horas, y bombardear la Casa de Gobierno y el Ministerio de Ejército con el objetivo de eliminar a Perón o provocar un duro golpe psicológico contra su administración.
Participarían 15 aeronaves de la Base Aeronaval Punta Indio, y VII Brigada Aérea de Morón los cuales eran cuatro F 51 Mustang de la Fuerza Aérea Uruguaya que habían llegado un día antes en secreto al país vía Concordia y diez Gloster Meteor de la Aeronáutica y civiles armados. A su vez, el contraalmirante Samuel Toranzo Calderón se contacto con Benjamín Gargiulo y Aníbal Olivieri, quien calificó el plan como «una locura». Tras todos esos acontecimientos, cerca de las tres de la tarde, Olivieri sufrió una descompensación y debió ser internado en el hospital naval. Ese mismo día, un auto fue enviado a Entre Ríos para contactar a Bengoa llegada la noche, el mensajero descubrió que Bengoa había viajado esa mañana a Buenos Aires.
El objetivo del bombardeo estuvo a cargo de Bassi, copiando la estrategia de ataque Japonés aa base de Pearl Harbor. El objetivo era matar a Perón y a todo su gabinete. Si bien había maneras más fáciles de cometer ese magnicidio (Perón salía todo los días exactamente a las 05:45 a. m. de la Residencia Presidencial manejando su propio auto Cadillac, sin blindaje, acompañado por otro auto con custodios) se buscaba hacerlo de una manera tan espectacular que quitara la voluntad de lucha a sus millones de seguidores.
Agustín Héctor de la Vega, supo que el bombardeo se realizaría al día siguiente.El capitán Noriega, recibió un informe meteorológico que anunciaba pésimas condiciones para el día siguiente.ese mismo día se acordó bombardear el Edificio Libertador del Ejército Argentino, la sede de la Fundación Eva Perón ubicada en Paseo Colón al 850, la sede de la CGT, y el puerto.
Una vez iniciado el bombardeo, un escuadrón de 15 miembros de infantería de Marina debía atacar y tomar por tierra la Casa Rosada. 
El Batallón de Infantería de Marina N.º 4 comandado por Benjamín Gargiulo avanzarían desde la Dársena Norte del Puerto de Buenos Aires para tomar la Casa de Gobierno, un grupo comandos armado encabezado Luis María de Pablo Pardo, Mario Amadeo y Miguel Ángel Zabala Ortiz, darían apoyo en los alrededores de Plaza de Mayo junto con la toma de la emisora de Radio Mitre y de la central de Teléfonos del Estado  por parte de un grupo armado encabezados Miguel Ángel Zavala Ortiz, estos habían cumplido con un papel primordial en la preparación del ataque sirviendo como enlaces entre los distintos oficiales.
Solo el mal tiempo impidió eun número mayor de víctimas,.los  primeros cuatro aviones ya habían completado la carga de combustible, tenían cargados sus cañones Hispano MK II con proyectiles de 20 mm.; para volver a atacar por segunda vez la ciudad.
En medio de una discusión, donde los oficiales a cargo de suministrar la información meteorológica recomendaban suspender la misión, Gargiulo insistía en dar el golpe de gracia.
Los perpetradores del bombardeo afirmarían posteriormente que el objetivo no era matar al presidente de la Nación, sino «quebrarlo en su fortaleza de mando».

### Cristo Vence
Los aviones que participaron en el bombardeo de Plaza de Mayo habían sido pintados con el signo de «Cristo Vence». Tras el exilio del Presidente Perón, sus partidarios modificaron este símbolo: agregándole un arco curvo al sector superior derecho de la cruz, se formaba el signo de «Perón Vuelve» (o según otros «Perón Vence», «Perón Vive», «Perón Viene»).

## El ataque

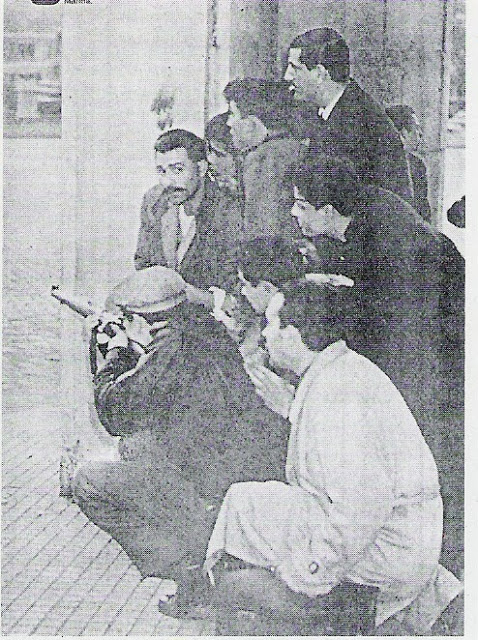
Milicianos peronistas

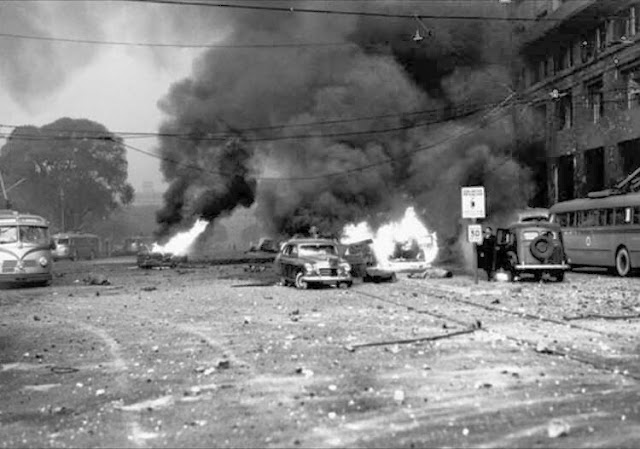
Escena posterior al ataque en inmediaciones de la Casa de Gobierno.

En horas de la mañana del 16 de junio el vicealmirante Gargiulo arengó al Batallón de Infantería de Marina N.º 4, quienes no estaban al corriente de la acción que se les pediría emprender. A los pocos minutos se les ordenó regresar: el despegue (estipulado para las 08:00 de la mañana) se había retrasado hasta las 10:45 por cuestiones meteorológicas entre ellas la neblina matinal. La Flota de Mar tampoco pudo salir de Puerto Belgrano.
A las 8 de la mañana, Perón fue informado de los movimientos militares por el ministro de Ejército y se trasladó entonces a la sede de ese Ministerio.

### Bombardeo y ametrallamiento
A las 12:40, la escuadra de 30 aviones de la Armada Argentina, que había estado sobrevolando la ciudad desde hacía bastante tiempo (veintidós North American AT-6, cinco Beechcraft AT-11, tres hidroaviones de patrulla y rescate Catalina), iniciaron sus bombardeos y ametrallamientos al área de la Plaza de Mayo.Una de las fue lanzada hacia la boca de la estación Plaza de Mayo del Subte A, sobre la vereda de Avenida Hipólito Yrigoyen. Sus esquirlas terminaron con la vida del salteño Ricardo Orona, de 55 años, que por entonces trabajaba a ocho cuadras de Casa Rosada, en paralelo por las balas de las ametralladoras de la infantería de marina dirigidas contra la Casa Rosada fueron alcanzadas dos maestras Viola Sara Bun y Pilar Inés Amezua. fallecieron en el acto sobre la vereda de Diagonal Sur.
Según el historiador estadounidense Robert Scheina, los pilotos volaron repetidamente sobre la Casa Rosada, pero la multitud creía que eran demostraciones de vuelos.

Una fuerza rebelde de bombarderos Beechcraft AT-11 y transportes Douglas C-47 voló a baja altura sobre el centro de Buenos Aires, con la esperanza de intimidar a los civiles, pero la población esperaba ver un espectáculo aéreo este día, y la demostración no produce el efecto deseado.

Fue así que se estableció que poco antes de la hora fijada para el homenaje de desagravio a la memoria del Libertador General Don José de San Martín, en el cual aviones militares habrían de sobrevolar la catedral, un público considerable se había reunido en la Plaza de Mayo alrededor de 80.000 espectadores.
La sorpresa del ataque hizo que el mismo cayera sobre la población, que realizaba sus actividades normales debido a que era un día hábil. Entre las primeras víctimas se contaron los ocupantes de los vehículos de transporte público de pasajeros. Los ataques de los aviones produjeron numerosos daños en los edificios, resultando gran cantidad de muertos y heridos entre los transeúntes y ocupantes de automóviles particulares y de transporte colectivo de pasajeros, especialmente en la esquina de Paseo Colón e Hipólito Yrigoyen y frente al Ministerio de Hacienda.La primera bomba fue lanzada sobre un trolebús escolar repleto de niños escolares de alguna provincia argentina, muriendo todos sus ocupantes. Ninguno fue identificado ni se los cuenta entre los 6 niños identificados.
Bajo la cobertura de los ataques aéreos, las tropas de Argerich atacaron a los granaderos que defendían la Casa Rosada: al llegar camiones con refuerzos, los sublevados mataron a los conscriptos que los manejaban para impedir que las tropas llegaran al destino.
Al enterarse de que la Casa Rosada estaba bajo ataque, miles de obreros se movilizaron para respaldar a las tropas leales, pero fueron atacados al llegar por una segunda ola de bombardeos, y luego sufrieron más bajas cuando participaron en el Ministerio de Marina.
A la hora 14.10 se recibió comunicación telefónica del personal de observación, de que en Paseo Colón y Belgrano se estaban reuniendo numerosos civiles en apoyo al gobierno que llegaban en camiones principalmente, advirtiéndose densa humareda en las inmediaciones de la Casa del Gobierno... Cuando las informaciones generales indicaban que las fuerzas leales se hallaban cercando el reducto de los insurgentes en el Ministerio de Marina y que hasta las últimas habrían enarbolado bandera blanca de rendición, a la hora 15:00 aparecieron sorpresivamente nuevos aviones que bombardearon la Casa del Gobierno e inmediaciones, para luego ametrallar la misma zona en distintas evoluciones, causando gran cantidad de víctimas personales y graves daños materiales. Diseminados quedaron numerosos cadáveres de civiles, quienes encontraron la muerte mientras intentaban buscar refugio en los edificios contra las bombas y la metralla. Los aviones se alejaron, siempre ametrallando en picada, suponiéndose que volverían luego de reabastecerse de proyectiles.

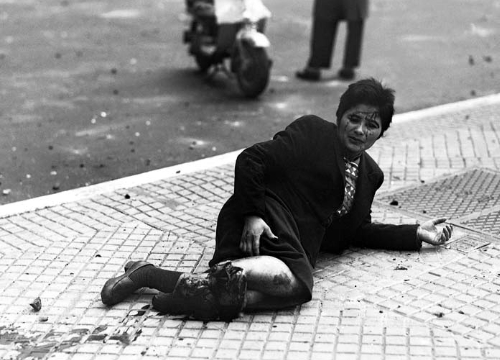
Mujer con la pierna destrozada por el ataque de los aviones.

Este ataque contra civiles fue el primer ataque aéreo contra blancos de superficie tanto de la Aviación Naval como de la Fuerza Aérea Argentina. Las fuerzas arrojaron un total de 9500 kg de bombas y dispararon innumerables balas de los calibres 7,65 mm y 20 mm. Según una versión, como los confabulados no consiguieron bombas de alto poder explosivo emplearon, contra la ciudad abierta, bombas de fragmentación de 50 kg de trotil, provocando rápidamente decenas de víctimas y daños materiales, en tanto otra versión sostiene que se usaron bombas comunes de demolición. Un estimado teórico indica que el peso total de las bombas arrojadas pudo ser de 13,8 toneladas.
Era el cuarto bombardeo sobre Buenos Aires; el primero había sido en ocasión de las invasiones inglesas de 1806 y 1807. Las bombas fueron lanzadas no sólo sobre la Casa Rosada. La Plaza de Mayo, el edificio de la CGT, las bocas de subte y las avenidas aledañas fueron los objetivos de los primeros bombardeos.
Las evacuaciones médicas se iniciaron de inmediato, algunas incluso entre los bombardeos aéreos y fueron llevadas a cabo por los habitantes que se encontraban en las inmediaciones. A las 12:39 tras la primera oleada de bombardeos los cuerpos 13 y 15 de bomberos llegaron al centro de la plaza junto a tres ambulancias que sin embargo fueron atacadas por los llamados comandos civiles que prestaban apoyo a los bombardeos, este grupo estaba formado por 20 hombres apostados en la curia de la Catedral Metropolitana donde habían almacenado las armas.Los primeros heridos fueron enviados al Hospital Ramos Mejía mientras que en la facultad de Medicina se montó un hospital de emergencia improvisado donde se atendia a los heridos más graves ya que para las 13 horas el Hospital de Clínicas había quedado colapsado con la cantidad de heridos que llegaban.
En vuelo rasante, un Gloster ametralló el edificio de la CGT, matando al dirigente obrero Héctor Passano, y también dispararon sobre el Departamento de Policía y el Ministerio de Obras Públicas en la Avenida 9 de julio. Un oficial fue alcanzado por los disparos. Murió en su oficina. Por detrás de la cúpula del Congreso asomó otro Gloster. Volaba apenas por encima de la Avenida de Mayo. Se dirigió hacia la Casa de Gobierno para ametrallarla. La residencia presidencial ubicada en la actual Biblioteca Nacional también fue atacada. Cada avión que la sobrevoló lanzó una bomba. Una le erró al Palacio Unzué y cayó en el parque, pero no detonó. Otra  mató a un barrendero en la calle. La tercera fue lanzada sobre la calle Pueyrredón: mató a un automovilista y a un niño de 15 años. El ataque fuera del palacio se suponían que Perón se encontraba en un edificio de la calle Gelly y Obes.

### Combates en la urbe
Desde el interior de la Casa de Gobierno y el Ministerio de Ejército, el bando leal comenzó a organizar la resistencia el Batallón 4 fueron transportadas en camiones a primeras horas de la tarde y desplegadas alrededor de la Casa Rosada, con intenciones de tomarla. Una compañía se apostó, calle de por medio, a 40 metros de la explanada norte, y la otra se refugió en la playa de estacionamiento del Automóvil Club, entre el Parque Colón y el Correo Central, a 100 m de la retaguardia.
Sin embargo, fueron repelidos desde el interior por efectivos del Regimiento de Granaderos a Caballo y desde el exterior por tropas del Ejército que marchaban desde el sector del Ministerio de Hacienda, bajo el mando del general Lucero. La defensa de la Casa Rosada estaba compuesta por dos ametralladoras Browning M2 de 12.7 mm situadas en el techo, mientras que desde los pisos inferiores se empleaban diversas armas ligeras, incluyendo fusiles Mauser 1909. A las 13:10 Olivieri dio otra orden, ligeramente más formal, con idéntico contenido criminal: "Bombardeen Casa de Gobierno, la CGT y Radio del Estado".
A las 13:12, cuando el primer ataque había finalizado pensando que el único grupo de aviones ya había cruzado el Río de la Plata rumbo a Uruguay el dirigente sindical Héctor Hugo Di Pietro que se encontraba a cargo de la CGT por ausencia del secretario general habló por la cadena de radiodifusión y llamó a todos los trabajadores de la Capital Federal y Gran Buenos Aires a concentrarse inmediatamente en los alrededores de la CGT. Por otra parte, delegados sindicales estaban movilizando obreros desde las fábricas de los alrededores de Buenos Aires hacia el Centro de la ciudad. Al conocer el llamado el presidente Juan Domingo Perón le ordenó a su ayudante, el mayor Cialceta, que le comunicara a Di Pietro que no debía concurrir un solo hombre a la Plaza de Mayo, puesto que se trataba de «un enfrentamiento entre soldados».
Los civiles convocados por la CGT y por los dirigentes de la Alianza Libertadora Nacionalista[cita requerida] se concentraron en el sector noroeste de la plaza, y desde el Ministerio de Ejército también se hacía fuego contra los rebeldes. Un médico que pasaba por la plaza corrió hasta la Casa Rosada, a pesar del peligro de estar en el objetivo del bombardeo, y estuvo varias horas atendiendo a los heridos mientras se desarrollaban los hechos.El putsch se gestó por parte de sectores de la Marina. El Ejército se mantuvo leal al gobierno. Pero los generales Eduardo Lonardi y Pedro Eugenio Aramburu no eran ajenos a la conspiración.
La posición dominante de los rebeldes empezó a revertirse antes de las tres de la tarde. La artillería había instalado su cuartel en un edificio ubicado en la esquina de Leandro N. Alem y Viamonte, desde donde atacarían a los infantes que se mantenían frente a la explanada norte de la Casa Rosada. Olivieri tomó contacto con la Escuela de Mecánica de la Armada en busca de refuerzos, pero ya era tarde ya que ningún oficial decidió participar del mismo y se encontraba rodeada por elementos del Regimiento I de Palermo.
Los elementos del Batallón 4 se replegaron en desorden hasta el Ministerio de Marina (a poca distancia de la Casa de Gobierno) quedando los  allí cercados junto a Samuel Toranzo Calderón
El ministro de Marina, Aníbal Olivieri abandonó su internación en el hospital naval y, desde su llegada al Ministerio de Marina, tomó el mando de las operaciones.
Los comandos civiles entraron en acción bajo el mando del radical Miguel Ángel Zavala Ortiz, hostigando a los soldados leales, enfrentándose con la policía y disparando como francotiradores desde los techos del entonces edificio del Banco Nación, ocuparon diversas radios para difundir una proclama.
Durante la tarde, desde el sector del Correo Central, tropas adicionales del Batallón 4 intentaron perforar el cerco sobre el Ministerio de Marina.
Lucero había ordenado un ataque múltiple con morteros de 80 mm desde la Casa de Gobierno y el Ministerio de Ejército. A las 15:17, tras dos conversaciones telefónicas entre Olivieri y Lucero, los conspiradores se rindieron e hicieron ondear una bandera blanca desde el Ministerio de la Marina, pero cuando los generales Carlos Wirth y Juan José Valle llegaron en un jeep al edificio para parlamentar con los asediados, se inició una segunda ola de bombardeos, más prolongada y nutrida que la anterior. El ataque destruyó dos pisos del ala sur del edificio y mató a un soldado y a un general leales al gobierno constitucional.un disparó sobre el segundo piso del Ministerio de Marina, provocando un boquete y un incendio en la sala de almirantes.
Los sublevados temían que las fuerzas leales no pudieran controlar al pueblo peronista y no querían correr el riesgo de que la rebelión concluyese con un linchamiento. Mientras la Marina negociaba los términos de la rendición, Noriega tomó la decisión de enviar un Douglas DC-3 de Ezeiza hasta la Brigada de Morón para evacuar a los complotados y les ordenó despegar los Gloster. En vuelo hacia el Uruguay, ametrallaron la Casa Rosada. Para entonces, desde las bases de Morón y Ezeiza, treinta y seis aviones con ciento veintidós golpistas habían huido hacia el Uruguay. Uno de ellos era el radical Zavala Ortiz. En un comunicado la UCR informó que el bombardeo era el corolario de las políticas de Perón. Exaltó la culpabilidad del Presidente pero excluyó la del poder naval y pidió amnistía para los autores de los bombardeos.
Para las 17.22 fueron detenidos varios conspiradores, entre ellos Jorge Rafael Videla, Suárez Mason, Bignone, Díaz Bessone, Harguindeguy, Menéndez, Montes, Riveros, Nicolaides, Suárez Nelson, Villareal, Vañek, Etchecolatz, Guañabens, y Lambruschini.

### La lucha en el aire

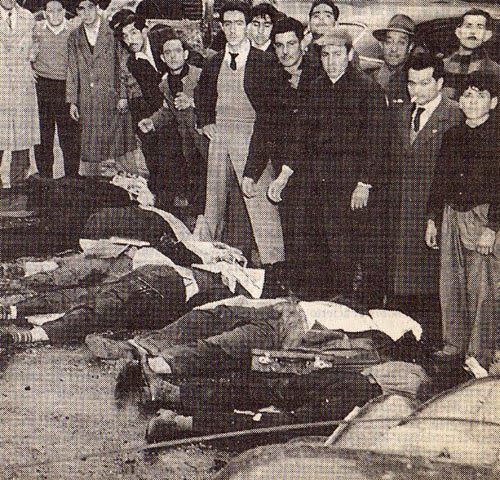
Ciudadanos junto a varios cadáveres tras el bombardeo.

La Escuadra Aeronaval n.º 3 (EAN3), comandada por el capitán de fragata Osvaldo Guaita y dotada de 5 aviones Beechcraft AT-10 Wichita, partió con rumbo al Palacio de Gobierno a las 12:25. El primer avión piloteado por Jorge Imaz Iglesias, Álex Richmond; Osvaldo Guaita (copiloto), Roberto Nava y Miguel Grondona (supernumerario) dejó caer sus bombas sobre el lado sur de la plaza frente al Cabildo de Buenos Aires, cuyas espoletas fueron activadas manualmente por el Miguel Grondona y Roberto Nava, la primera fue arrojada contra un trolebús escolar repleto de niños escolares procedentes de Salta provincia norteña argentina, provocando que todos los pasajeros murieran, mientras que la segunda fue arrojada frente al Banco Nación en la calle frente a la Casa Rosada.
El segundo avión estaba equipado con dos bombas de 110 kg cada una, era piloteado por Carlos Fraguío Néstor Noriega, Roberto Benito Moya y José Radrizzi quienes arrojaron la primera bomba en el centro de la Casa Rosada, mientras que la segunda fue arrojada al interior del Palacio de Hacienda del Ministerio de Economía) dónde trabajaban alrededor de 500 personas. El tercer avión era piloteado por Jorge Alberto Irigoin, Augusto Artigas, Santiago Martínez Autin y Francisco Calvi.
En total los doce aviones lanzaron más de cien bombas, alrededor de 14 toneladas de explosivos. La mayoría de ellas fueron arrojadas sobre la Plaza de Mayo y Plaza Colón y sobre la franja que va desde el entonces Ministerio de Ejército (ubicado en el Edificio Libertador), la Casa Rosada, en el sureste, hasta la Secretaría de Comunicaciones (edificio del Correo Central) y el Ministerio de Marina, en el noroeste.
El bombardeo se realizó en oleadas entre las 12:40 y las 17:40. La Casa Rosada, la Plaza de Mayo y sus adyacencias (donde se registró el mayor número de víctimas), el Departamento Central de Policía y la residencia presidencial (ubicada donde hoy está la Biblioteca Nacional) fueron los principales objetivos.
El resto del grupo estaba formado por Unos 70 aviadores— entre los cuales estaba el teniente de navío Carlos Alberto Massera, hermano de Eduardo Emilio, Néstor Noriega, Carlos Fraguío, Roberto Moya, José Radrizzi, Alfredo Eustaquio Hugo Adamoli (apuntador), Zabala Ortiz al fracasar el golpe de Estado partieron a Uruguay, donde fueron recibidos por el gobierno de Luis Batlle. En tanto Antonio Olivieri, Toranzo Calderón y Gargiulo quienes conspiraron con el bombardeo se habían entregado a las autoridades del ejército a las 19.45 dónde los generales Sosa Molina y a Valle aceptaron la rendición de los bombarderos y les dieron garantías legales y proporcionaron abogados permitiendo a los sublevados decidir si se sometían a un Tribunal civil o a un tribunal militar. 
Al avión con patente 3B-10 lo piloteaba el teniente de fragata Alfredo del Fresno, acompañado del teniente de corbeta Carlos Corti y los suboficiales primeros Mario Héctor Mercante y Ricardo Díaz.
Tras la sorpresa inicia la guarnición militar de la Casa Rosada que actuaban como custodia presidencial desde el gobierno de José Figueroa Alcorta (1906- 1910), cuya sede se encuentra en Palermo, a casi ocho kilómetros de la Casa Rosada se organizó para defender al gobierno, alrededor de 200 efectivos salieron rumbo a Casa de Gobierno y tomaron por la Avenida Dorrego con el objetivo de defender la Casa Rosada y el Congreso de la Nación.
Mientras recrudece el fuego en el centro porteño, el mando leal al gobierno ordenó a la Base Aérea de Morón el despegue de interceptores a reacción. Los pilotos se encontraban entonces en acaloradas discusiones sobre como proceder, rápidamente se hizo al aire una escuadrilla de cuatro Gloster Meteor leales al Gobierno. Si bien no pudieron llegar a tiempo para impedir el bombardeo, lograron interceptar una escuadrilla naval rebelde que se retiraba de la zona.
La escuadrilla de interceptores Meteor leales al gobierno constitucional estaba formada por los tenientes primeros Juan García (volando el I-039, al mando), Mario Olezza (I-077), Osvaldo Rosito (I-090) y el teniente Ernesto Adradas (I-063). Por su parte, los AT-6 Texan rebeldes eran piloteados por el teniente de corbeta Máximo Rivero Kelly (0342/3-A-29), el guardamarina Armando Román (0352/3-A-23, derribado),
el capitán de corbeta Santiago Sabarots,
los tenientes de navío
Héctor Florido,
Eduardo Velarde,
Tomás Orsi;
los tenientes de fragata Alfredo Mac Dougall, Raúl Robito, Heriberto Frind, Carlos García Boll, los tenientes de corbeta José M. Huergo, Julio Cano, José de Demartini, Eduardo Invierno, Luis Suárez; los guardiamarinas Arnaldo Román, César Dennehy, Eduardo Bisso (derribado sobre Ezeiza), Héctor Cordero, Sergio Rodríguez, Horacio Estrada y Juan Romanella.
El combate se produjo a baja altura sobre el aeroparque Jorge Newbery y el Río de la Plata.
El Texan 0352/3-A-23 cayó bajo los cañones de 20 mm del teniente peronista Ernesto Adradas y Román pudo saltar en paracaídas, cayó al río para luego ser capturado.
Adradas logró el primer derribo de la Fuerza Aérea Argentina, y el primer derribo de una aeronave a reacción en el continente americano. Era el primer combate aéreo de la fuerza. de 1955 piloteando un North American T-6 Texan ametrallando las defensas antiaéreas montadas alrededor de las avenidas de Mayo y 9 de julio y lanzando bombas de 50 kilogramos sobre la esquina sur a las 13:25 horas. Tras esa acción se dirigió a Ezeiza a recargar bombas. Los hicieron despegar para continuar ametrallando la zona de Plaza de Mayo en apoyo a los rebeldes emplazados en la zona del Ministerio de Marina, extendiendo sus acciones hasta las 17:20.
Los aviones de la Fuerza Aérea, junto a todos los de la Marina, realizaron ese segundo ataque a la Casa Rosada cuando el resto del alzamiento estaba al borde del fracaso: todos los rebeldes estaban en el Ministerio de Marina, rodeados por fuerzas muy superiores. El presidente Perón quedó visiblemente impactado al ver que efectivos de la Fuerza Aérea que él había creado se alzaban en su contra. Al no contar con bombas, uno de estos, aviadores empleó su tanque de combustible auxiliar como si fuese una bomba incendiaria, que cayó sobre los automóviles que se encontraban en el estacionamiento de la Casa de Gobierno.

### Retirada y rendición
Ante el fracaso del golpe y tras sufrir dos derribos por las baterías antiaéreas montadas en la zona, más uno en el aire, los pilotos que bombardearon Buenos Aires cruzaron el Río de la Plata hacia el Aeropuerto de Carrasco, para ser recibidos en Uruguay. «En el camino ametrallaron todo lo que se movía en la Plaza de Mayo». Un Douglas DC-3 logró despegar a Uruguay, transportando a Miguel Ángel Zavala Ortiz y otros 50 conspiradores. Algunos aparatos no llegaron a aterrizar en el territorio uruguayo por el excesivo consumo de combustible invertido en los ametrallamientos, por lo que sus pilotos descendieron al Río de la Plata o en campos de la zona de Carmelo.

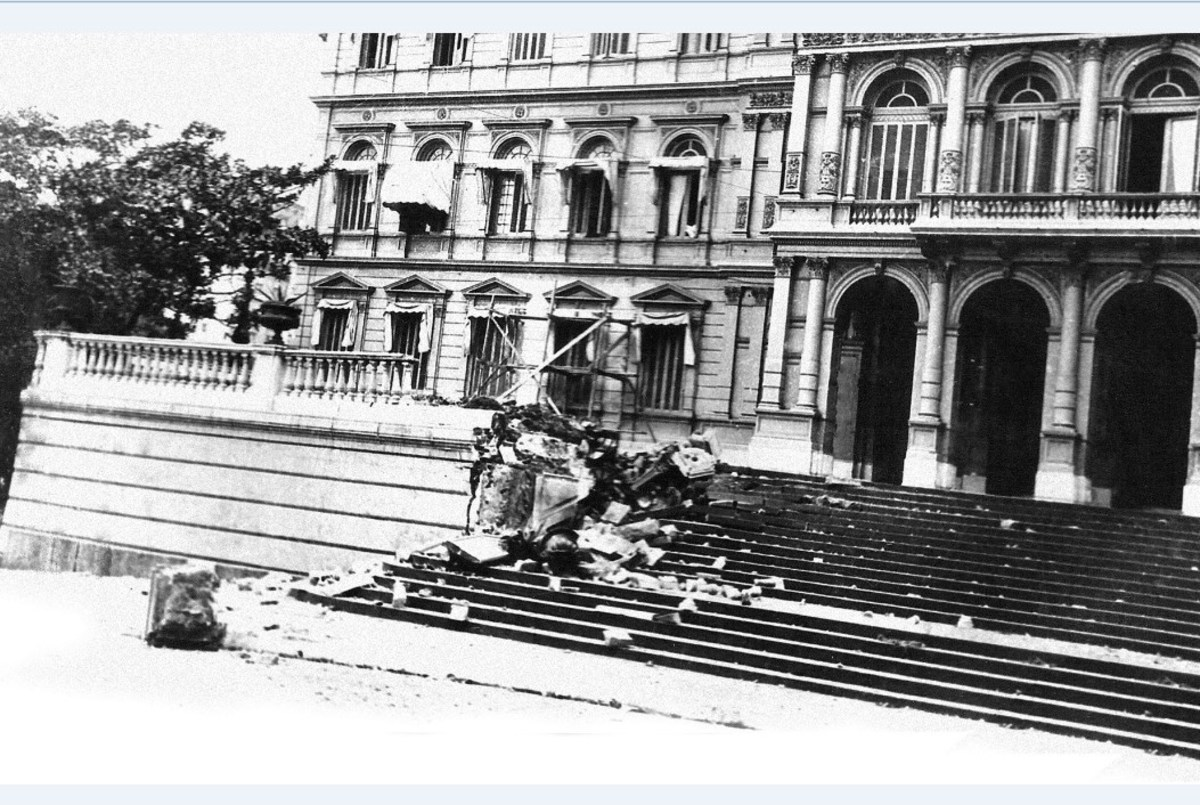
La Casa Rosada tras el bombardeo.

Hasta que la autodenominada Revolución Libertadora derrocara a Perón en septiembre, los sediciosos fugados continuaron en territorio uruguayo.
En un mensaje radial emitido a las 17:15, Perón afirmó:

La situación está totalmente dominada. El Ministerio de Marina, donde estaba el comando revolucionario, se ha entregado y está ocupado, y los culpables, detenidos. [...] Nosotros, como pueblo civilizado, no podemos tomar medidas que sean aconsejadas por la pasión, sino por la reflexión.
Juan Domingo Perón

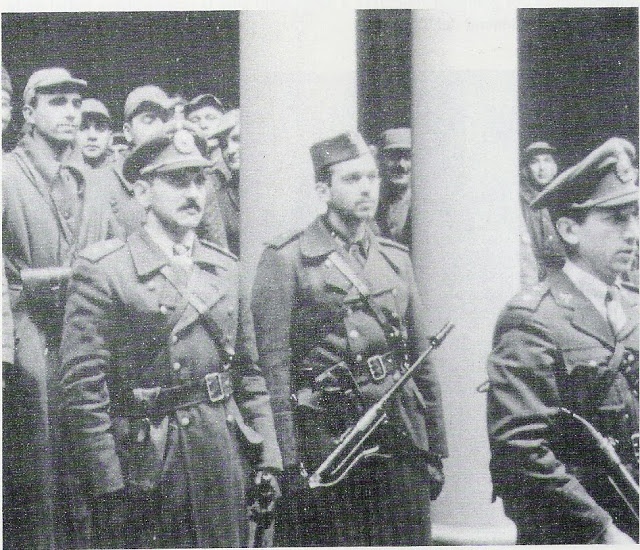
Efectivos del Regimiento de Granaderos a Caballo que tomaron parte en la defensa de la Casa Rosada.

Hacia las 17:40, cuando Perón llevaba unos diez minutos hablando por cadena nacional y la Plaza de Mayo se había llenado nuevamente de personas, un Fiat G-6 de la Fuerza Aérea efectuó un último vuelo rasante, ametrallando sobre la multitud, antes de escapar a Uruguay.
Tras una falsa rendición por parte de los sediciosos estos decidieron entregar el Ministerio de Marina a las unidades del Ejército que permanecieron leales al gobierno apostadas afuera. En total veinte aviones arrojaron trece toneladas de bombas aproximadamente, decía Gonzalo L. Chaves (n. 1939): “El de más perversidad fue Carlos Enrique Carus, quien tiró la última bomba y además arrojó los tanques suplementarios de combustible sobre 30 000 trabajadores que estaban en la Plaza, para prenderles fuego”.
John William Cooke (1919-1968), promoviendo la adhesión al acto convocado para ese día por la CGT, expresa en un mensaje radial:

La voz del presidente no fue escuchada ni su mensaje respetado. Y el sacrificio que hicimos al contener nuestras ansias de salir, gritar la indignación y el dolor que nos provocaba la muerte impiadosa de los hermanos segados por la metralla, solo ha servido para que núcleos reaccionarios, políticos superados por el tiempo y la historia y grupos añorantes de un pasado de explotación y coloniaje, se entregaran a la despreciable tarea de crear un clima de perturbación, conducente a destruir las conquistas populares logradas en diez años de lucha, esfuerzos y holocaustos.
John William Cooke

En junio de 1955, con el fin de derrocar al gobierno, sectores cívico-militares antiperonistas utilizando aviones de la Marina bombardearon la Plaza de Mayo causando más de 300 muertos. Dos meses después varios pilotos participan en el golpe de Estado del 23 de septiembre de 1955 que instaló una dictadura militar que puso fuera de la ley al peronismo, proscripción que se mantendría con variantes durante 18 años, hasta 1973. Durante ese período Perón permaneció exiliado en España.

### Víctimas
En 2010 se publicó una investigación oficial realizada por el Archivo de la Memoria de la Secretaría de Derechos Humanos que identificó a 308 muertos, aclarando que a esa cantidad debían sumarse «un número incierto de víctimas cuyos cadáveres no lograron identificarse, como consecuencia de las mutilaciones y carbonización causadas por las deflagraciones». Entre las personas asesinadas fueron identificadas 111 activistas sindicales de la CGT, de las cuales 23 eran mujeres. También fueron identificados 6 niños y niñas muertos, el menor de ellos de 3 años. La mayoría de los muertos fueron argentinos, pero fueron también identificados
- 12 italianos,
- 5 españoles,
- 4 alemanes
- 1 boliviano,
- 1 chileno,
- 1 estadounidense,
- 1 paraguayo,
- 1 ruso y
- 1 yugoslavo.[10]

## Consecuencias
A finales de 1954, se unió  un grupo de marinos en un segundo motín contra el presidente, conducido por el contralmirante Samuel Toranzo Calderón. El 16 de junio de 1955, un destacamento de la Armada que llevó a cabo el atentado terrorista en Plaza de Mayo (la plaza pública frente a las oficinas presidenciales, la Casa Rosada). Pilotando uno de los cuatro aviones de la Fuerza Aérea Gloster Meteor desplegados para la redada, cuyo ataque se llevó más de 300 vidas de civiles. Agotadas las bombas, la máxima crueldad fue el ametrallamiento de la población civil. Después los pilotos volaron a Uruguay donde fueron recibidos por el presidente oriental.

### Hechos posteriores
El bombardeo-ametrallamiento es uno de los antecedentes directos del golpe de Estado que se produciría tres meses después, logrando deponer el 16 de septiembre de 1955 al presidente Perón e instaurándose la dictadura autodenominada Revolución Libertadora.

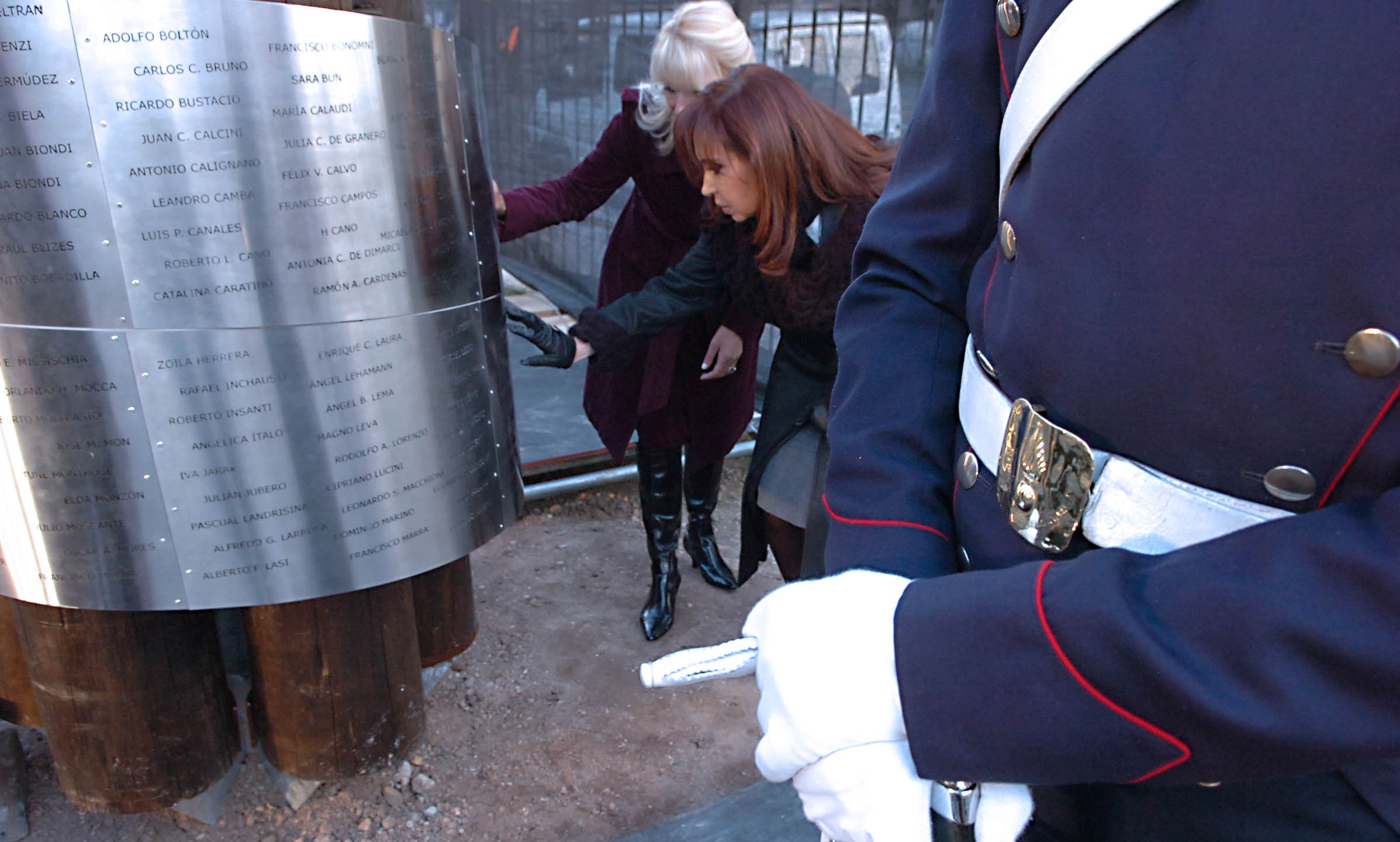
Cristina Fernández de Kirchner rindiendo homenaje a las víctimas del bombardeo a Plaza de Mayo de 1955

Los diarios El Líder y Democracia de los días 17, 18 y 19 de junio reiteraron informaciones sobre descubrimiento de «incendiarios comunistas». Al producirse el derrocamiento de Perón, las carpetas con todos las documentaciones referidas al incendio de las iglesias fueron halladas en una oficina estatal, pero sus conclusiones se desestimaron porque sindicaban como responsables de los incendios a una logia masónica ligada a los revolucionarios.durante julio y agosto, en Córdoba grupos armados provocaban incendios o colocaban bombas en unidades básicas y en las sedes de la CGT y la UES, los llamados comandos civiles, compuestos por radicales, demócratas cristianos, y sacerdotes católicos, que recibían el entrenamiento de la cúpula de oficiales de la aeronáutica. El dos de agosto se producirían dos atentados en Salta contra la red eléctrica. Una quema de un local peronista en Bahía Blanca. El siete de agosto se sumaria a un tiroteo contra en una unidad básica en Río Negro, que sería atacada desde afuera por desconocidos. El día 13 un legislador bonaerense del Justicialismo sería acribillado a la salida de su casa por comandos. El 14 una bomba estallaría en el local de la sección femenina del partido justicialista causando heridos de gravedad. Ese mismo día a la 1:15 cinco de los comandos asaltaron las principales radios de la Ciudad de Córdoba dejaban fuera de servicio varias radios de la ciudad de Buenos Aires para colaborar con la desestabilización y dificultar la difusión de noticias fehacientes, siguiendo la planificación de Carlos Burundarena.
Los militares golpistas que huyeron al Uruguay fueron dados de baja de las fuerzas armadas, aunque los reincorporaron durante la dictadura de Eduardo Lonardi  cuando el gobierno constitucional fue derrocado dos meses después. En total huyeron a Uruguay 122 personas, entre civiles que habían organizado el bombardeo y mayormente militares. los responsables fueron aministiados por decreto de la dictadura autodenominada Revolución Libertadora, que tomó el poder tres meses después.
Posteriormente, la autodenominada Revolución Libertadora afirmaría que «la principal causa de la crecida cantidad de víctimas» fue la decisión de la CGT de movilizar a sus militantes a la Plaza de Mayo en defensa del orden constitucional.
Se lo vincula con el terrorismo de Estado, aparecido años después en el país.

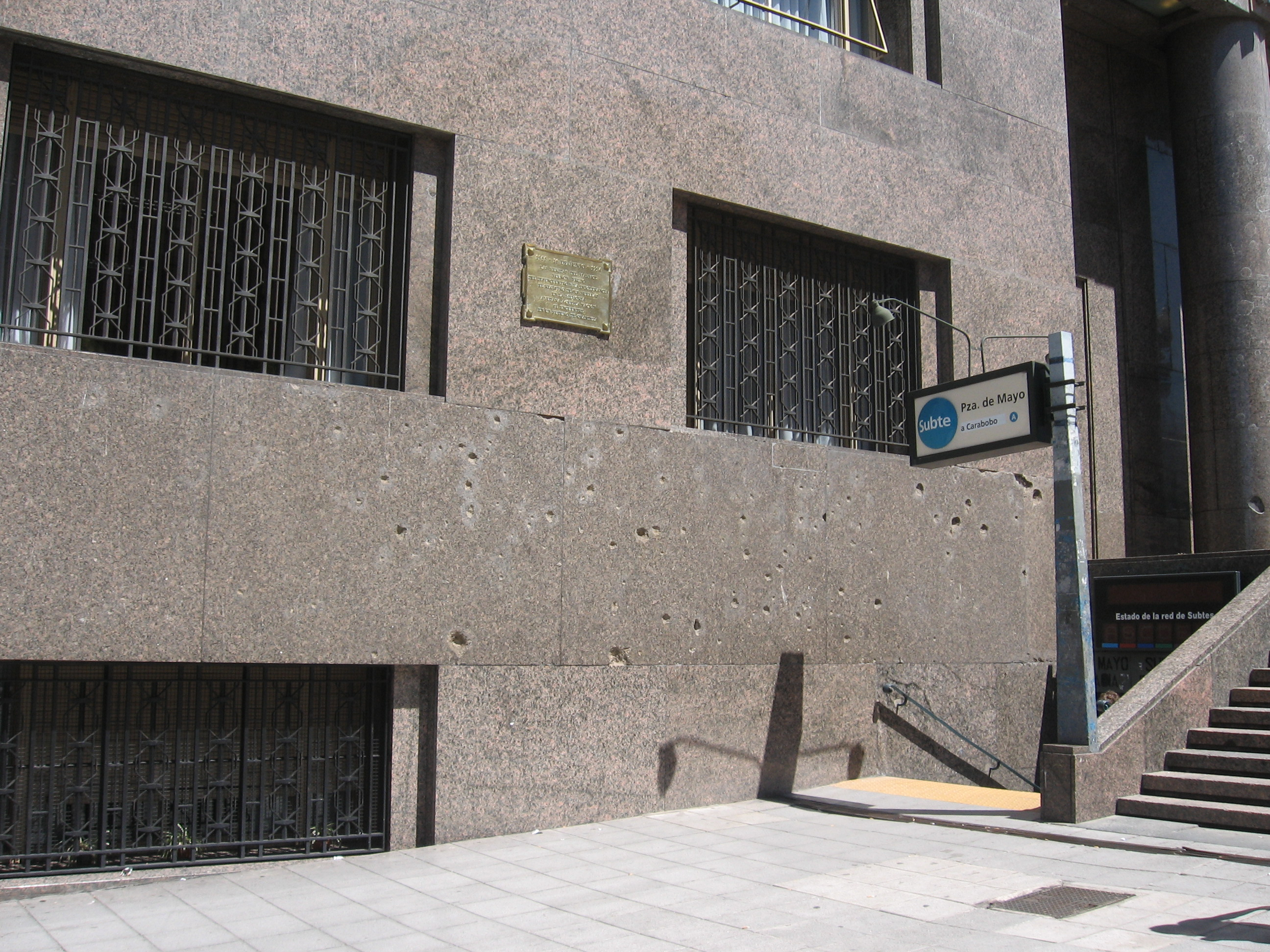
Fachada del Ministerio de Economía, en donde aún se observan orificios de bala y de esquirla.

Luego de fracasar el golpe las máquinas volaron hacia el Uruguay, donde hallaron resguardo. Allí también, a bordo de un DC-3 fletado especialmente, recalaron los dirigentes políticos implicados en el golpe de Estado. La masacre, según algunos historiadores dio inicio a todas las expresiones del terrorismo de Estado en la Argentina que vinieron después. Incluso algunos perpetradores también tendrían participación en el golpe de Estado del 24 de marzo de 1976.
Los pilotos fugados a Uruguay fueron recibidos por Guillermo Suárez Mason, prófugo de la Justicia argentina desde su participación en el intento de golpe de 1951.
Entre los pilotos y tripulantes de aviones estaban:
- Máximo Rivero Kelly,[140]
- Horacio Estrada,[141]
- Eduardo Invierno,[142]
- Carlos Fraguio,[143]
- Carlos Carpineto,[144]
- Carlos Corti[145]
- Alex Richmond, agregado naval en Asunción.

De la Fuerza Aérea:
- Jorge Mones Ruiz,[146]
- Osvaldo Andrés Cacciatore.[147]
- Los tres ayudantes del contraalmirante Aníbal Olivieri (ministro de Marina y jefe de la conspiración) eran los capitanes de fragata Emilio Massera, Horacio Mayorga y Oscar Montes.[148][149]

A las 3:00 de la mañana del 17 de junio, se comunicó a los líderes del bombardeo: Olivieri, Gargiulo y Toranzo Calderón, que serían juzgados bajo ley marcial. Olivieri y Toranzo rechazaron esta invitación, pero el vicealmirante Gargiulo optó por suicidarse. A las 05:45, poco antes del amanecer, se disparó en su oficina. Olivieri, a cuyas órdenes estaban los tenientes Massera y Mayorga, fue destituido y condenado a un año y seis meses de prisión. Su defensor en el juicio sería Isaac Francisco Rojas. Otro responsable directo, Toranzo Calderón, fue degradado y condenado a prisión por tiempo indeterminado.
Entre los autores intelectuales, se encontraban el socialdemócrata Américo Ghioldi, el radical unionista Miguel Ángel Zavala Ortiz, el conservador Oscar Vichi y los nacionalistas católicos Mario Amadeo y Luis María de Pablo Pardo. Ciento diez personas, entre ellos Zavala Ortiz, llegaron a Montevideo a bordo de los 39 aviones utilizados en el ataque.

### Reconocimiento y resarcimiento
En 2013, el Senado convirtió por unanimidad en ley un proyecto del Poder Ejecutivo que incluye a las víctimas de los atentados y bombardeos ocurridos del 16 de junio al 16 de septiembre de 1955, como beneficiarios de las leyes de resarcimiento por haber estado detenidos o hayan sufrido la desaparición forzada u otro acto de fuerza no lícita de parte del Estado. La medida también reconoce los militares que sufrieron represalias o fueron dados de baja por no sumarse al bombardeo.
Las víctimas sobrevivientes han recibido homenajes del Archivo Nacional de la Memoria.
En honor a las víctimas y mártires se erigio un monumento «Del cielo los vieron llegar» que fue incorporado a la UNESCO (Organización de las Naciones Unidas para la Educación, la Ciencia y la Cultura) como una manera de «homenajear a cada una de las 308 víctimas

### Condenas
Si bien los cabecillas de la masacre temieron recibir la pena de muerte por traición a la Patria, la pena más dura fue impuesta contra Toranzo Calderón, condenado a cadena perpetua. El 10 de agosto se dictó el fallo contra el almirante Toranzo Calderón y quienes lo acompañaron. Por intervención del presidente Perón, Toranzo no fue condenado a muerte: en cambio, fue degradado y condenado a reclusión indeterminada. Los demás jefes del alzamiento recibieron distintas penas según su grado de participación. Fueron condenados a prisión, entre otros, Alejandro A. Lanusse, los mayores de la Fuerza Aérea Orlando R. Agosti y Jorge Rojas Silveyra, Arturo Rawson, Fortunato Giovannoni, Bautista Molina y Benjamín Andrés Menéndez, junto a Bartolomé Gallo, José Francisco Suárez Masón.
Los militares que escaparon Uruguay fueron dados de baja por el cargo de rebelión y, tras el golpe de Estado del 16 de septiembre de 1955 fueron reintegrados por los nuevos mandos. Ningún civil fue condenado. El Batallón de Infantería de Marina 4 fue disuelto y militares involucrados o simpatizantes solicitaron la baja al jefe de la fuerza. El resto de los culpables no fueron juzgados.
En la década del 2000 se abrieron varias causas orientadas a calificar el acto como delito de lesa humanidad.
En 2008 la Cámara Federal de la Ciudad de Buenos Aires calificó el hecho como delito de lesa humanidad y ordenó al juez Rodolfo Canicoba Corral proceder a la investigación del mismo para establecer las responsabilidades y condenas que correspondan.

## Documentación y producciones audiovisuales

### Documental censurado de 1966
Durante el gobierno peronista no hubo referencia a los bombardeos en los noticieros de Sucesos Argentinos ni en Noticiero Panamericano, que contaban con material audiovisual. Este último emitió un informe a fines de septiembre de 1955, ya derrocado Perón, desde una óptica favorable a la Revolución Libertadora que incluía algunas imágenes de los bombardeos.
Durante el gobierno de facto de Juan Carlos Onganía, la serie documental Argentina en este siglo tenía previsto emitir el episodio «Tiempo de violencia» por el Canal 13 de Buenos Aires, donde se narraban los hechos de la masacre de la Plaza de Mayo.A pesar de haber sido anunciado por la crítica, que mencionaba a los hechos como «revolucionarios»,
el capítulo fue censurado y el ciclo televisivo, quitado de la grilla de programación.
Esto se debió a que la estética de los documentales previos a «Tiempo de violencia», tendían a minimizar la masacre, mostrando los bombardeos con planos lejanos y enfocándose principalmente en el sobrevuelo de los aviones.
Las circunstancias de mayor gravedad que se exponían, eran la destrucción de edificios de la ciudad y jamás estaban presentes las víctimas de los bombardeos ni la presencia de resistencia civil al atentado.
Se presentaban como mártires y héroes a los soldados caídos del bando de la autodenominada Revolución Libertadora y eran «invertidos el lugar de las víctimas y de los victimarios».
No había imágenes referidas a la resistencia.
En 2006 el cantante Vicentico lanzó el sencillo "el árbol de la plaza” que trata acerca del golpe de Estado que derrocó el gobierno constitucional de Juan Domingo Perón, en el video de Vicentico, este aparece en medio de los bombardeos de la plaza de mayo de junio.
Las imágenes del bombardeo a la población civil, los enfrentamientos sociales previos y posteriores al bombardeo, como así también las imágenes de los muertos, no habrían sido mostrados con su verdadero significado hasta el año 1966 en Tiempo de violencia.
El cortometraje documental Tiempo de violencia del periodista Carlos Alberto Aguilar (1929-1992) fue el primero en narrar de manera cronológica y objetiva los hechos históricos del atentado, sin politizar ni censurar su discurso.
Se trató del primer relato que disputó la «versión oficial» de los hechos instalada por el discurso afín de la Revolución Libertadora.
Al contrario de las interpretaciones de los documentales previos, donde el bombardeo y el posterior golpe de Estado eran presentados como parte de una «gesta libertadora»,
en Tiempo de violencia eran «emergentes de un proceso progresivo de violencia que enfrentaba a los argentinos».
El relato del documental de 1966 permite comprender los «umbrales de aceptación de la violencia a mediados del 60: sublevaciones, golpes de Estado, bombas y quema de templos».
La violencia previamente al audiovisual de Aguilar era justificada por el orden instaurado y desplaza la connotación más violenta hacia los sectores peronistas,
mientras que en Tiempo de violencia asumía directamente la problematización de la violencia y proponía superar el origen de la misma: la antinomia peronismo-antiperonismo.
La posición neutral construida por el documental y la condena de la violencia permitían configurar «la idea de horror o barbarie como una de las acepciones de la violencia» y las palabras con las que fue identificado el bombardeo —destrucción, terror, devastación, muerte, guerra— remarcaban el carácter irracional de los hechos representados.
El documental de Aguilar buscaba llamar la atención sobre el momento político del país, de marcado enfrentamiento entre sectores políticos e intentando hacer un «llamado a la mesura».
Por su parte, es la producción que más condena moralmente a la violencia y es el único en el que la argumentación, antes que impugnar sectores o marcar responsabilidades, ensaya una retórica «destinada a superar la confrontación».
Esta narración sin embargo, posiblemente fuese la menos convocante en un contexto de fuerte politización y creciente legitimación de la violencia.
A pesar de que el documental Tiempo de violencia fue integrado a la colección fílmica del Archivo General de la Nación para su conservación y restauración con una duración original de 23 minutos,
la copia disponible solo posee 19 minutos y medio y carece de las dos primeras partes, relativas a los hechos del 11 y 13 de junio, por lo que le fueron removidos 3 minutos y medio.

### Archivos abiertos
En julio de 1993, la documentación personal del almirante Isaac Rojas fue entregada por sus tres hijos al Archivo General de la Armada Argentina.
Luego de diversos avatares, en el año 2012 el DEHN (Departamento de Estudios Históricos Navales de la Armada Argentina), durante las tareas de relevamiento de los documentos contenidos en el denominado "Fondo Rojas", descubre un libro encuadernado que contiene el "Informe Casa Militar del 16 de junio de 1955". Dicho informe, producido por el capitán D. Miguel Ángel Siniscalchi, adjunta gráficos de situación y de las zonas atacadas, e importantes fotografías que permiten reconstruir la historia de lo sucedido durante el bombardeo al interior de la Casa de Gobierno.
En 2015, al cumplirse los 60 años del bombardeo, el Ministerio de Defensa – a cargo de Agustín Rossi – inauguró en el Museo del Bicentenario de la Casa Rosada, una muestra denominada "1955 Golpean la Casa", con la intención de hacer visibles hechos de la historia que durante muchos años fueron ocultados. En ese marco se publicó una copia del informe desclasificado. Asimismo, se habilitó el acceso a documentos desclasificados como el "Informe de los sucesos revolucionarios del 16 de junio de 1955" y el "Acta Nro 1 – De la Marina de Guerra en Operaciones del 16 de septiembre de 1955",
contenidos en el "Fondo Rojas".

### Un testimonio fílmico del ataque
El 27 de mayo de 2007, se dio a conocer una película de medio metraje con 25 minutos de duración, en 16 mm con sonido óptico, filmada por un equipo cinematográfico francés, que se encontraba en la capital argentina tomando imágenes que no guardaban relación con este acontecimiento.
La película nunca fue estrenada ni en la Argentina ni en Francia, y contiene imágenes inéditas del bombardeo de Plaza de Mayo y permaneció oculta hasta que el periodista argentino Roberto Di Chiara logró descubrirla y recuperar con ella un testimonio de gran valor histórico. Este documento está preservado en el Archivo DiFilm.
El 11 de junio de 2015, en el Canal Encuentro utiliza fragmentos de estos archivos inéditos para homenajear a las víctimas del bombardeo, al cumplirse el 60.º aniversario.

### Serie de ficción
En junio de 2016, la TV Pública estrenó Las palomas y las bombas, una miniserie de ficción dirigida por Maximiliano González, basada en cuentos de Ricardo Piglia, que recorre los hechos del 16 de junio de 1955. El elenco estuvo integrado por Luis Machín, Violeta Urtizberea, Martín Slipak, Arturo Bonin y Osvaldo Santoro, entre otros.

### Documentales, series y películas
- 1966: Tiempo de violencia, documental del periodista Carlos Alberto Aguilar (1929-1992).
- 2004: El día que bombardearon Buenos Aires, documental de Marcelo Goyeneche.
- 2005: A cielo abierto, documental de Pablo Torello.
- 2005: Maten a Perón, documental de Fernando Musante.
- 1999: Perón, sinfonía del sentimiento, filme de Leonardo Favio.
- 2016: Las palomas y las bombas, miniserie dirigida por Maximiliano González, con Luis Machín, Violeta Urtizberea y Martín Slipak.